# Лоджпоул (Небраска)
Лоджпоул (англ. Lodgepole) — селище (англ. village) в США, в окрузі Шаєнн штату Небраска. Населення — 312 особи (2020).

## Географія
Лоджпоул розташований за координатами 41°8′56″ пн. ш. 102°38′19″ зх. д. / 41.14889° пн. ш. 102.63861° зх. д. (41.148929, -102.638635).  За даними Бюро перепису населення США в 2010 році селище мало площу 1,24 км², уся площа — суходіл.

## Демографія
Згідно з переписом 2010 року, у селищі мешкало 318 осіб у 157 домогосподарствах у складі 95 родин. Густота населення становила 257 осіб/км².  Було 185 помешкань (150/км²).
Расовий склад населення:
| - 98,1 % — білих |

До двох чи більше рас належало 0,9 %. Частка іспаномовних становила 4,4 % від усіх жителів.
За віковим діапазоном населення розподілялося таким чином: 17,3 % — особи молодші 18 років, 61,6 % — особи у віці 18—64 років, 21,1 % — особи у віці 65 років та старші. Медіана віку мешканця становила 50,6 року. На 100 осіб жіночої статі у селищі припадало 114,9 чоловіків;  на 100 жінок у віці від 18 років та старших — 115,6 чоловіків також старших 18 років.
Середній дохід на одне домашнє господарство  становив 57 622 долари США (медіана — 50 536), а середній дохід на одну сім'ю — 73 132 долари (медіана — 66 250). За межею бідності перебувало 13,3 % осіб, у тому числі 42,6 % дітей у віці до 18 років та 3,0 % осіб у віці 65 років та старших.
Цивільне працевлаштоване населення становило 154 особи. Основні галузі зайнятості: освіта, охорона здоров'я та соціальна допомога — 21,4 %, роздрібна торгівля — 16,9 %, сільське господарство, лісництво, риболовля — 11,0 %, транспорт — 10,4 %.